# 藤原棟利
藤原 棟利（ふじわら の むねとし、生没年不詳）は、平安時代中期の貴族。 名は棟和とも。
藤原方正の父。紀伊守、備後守。

## 略歴
藤原保方の子。天禄3年（972年）4月27日、紀伊守に任命される。また翌日28日夜に群盗が棟和の邸宅に押し入った。
この年は強盗や乱闘、地震など政情不安が亢進しており、棟利の事件もその一つとして挙げられる 。